# Tour de Lombardie 1989
La 83e édition du Tour de Lombardie a lieu le 14 octobre 1989. Remportée par le Suisse Tony Rominger, de l'équipe Chateau d'Ax, elle est la douzième et dernière épreuve de la Coupe du monde.

## Classement final
| Pos. | Cycliste         | Équipe                         | Temps           |
| ---- | ---------------- | ------------------------------ | --------------- |
| 1    | Tony Rominger    | Chateau d'Ax                   | 6 h 46 min 35 s |
| 2    | Gilles Delion    | Helvetia-La Suisse             | + 2 min 33 s    |
| 3    | Luc Roosen       | Histor-Sigma                   | + 2 min 34 s    |
| 4    | Raúl Alcalá      | PDM-Concorde                   | + 4 min 6 s     |
| 5    | Roberto Pagnin   | Malvor-Sidi                    | m.t.            |
| 6    | Patrick Robeet   | Équipe cycliste Domex-Weinmann | m.t.            |
| 7    | Marcello Siboni  | Ariostea                       | m.t.            |
| 8    | Rolf Gölz        | Superconfex-Yoko               | + 4 min 33 s    |
| 9    | Martin Earley    | PDM-Concorde                   | m.t.            |
| 10   | Franco Ballerini | Malvor-Sidi                    | m.t.            |